# Éric Boullier

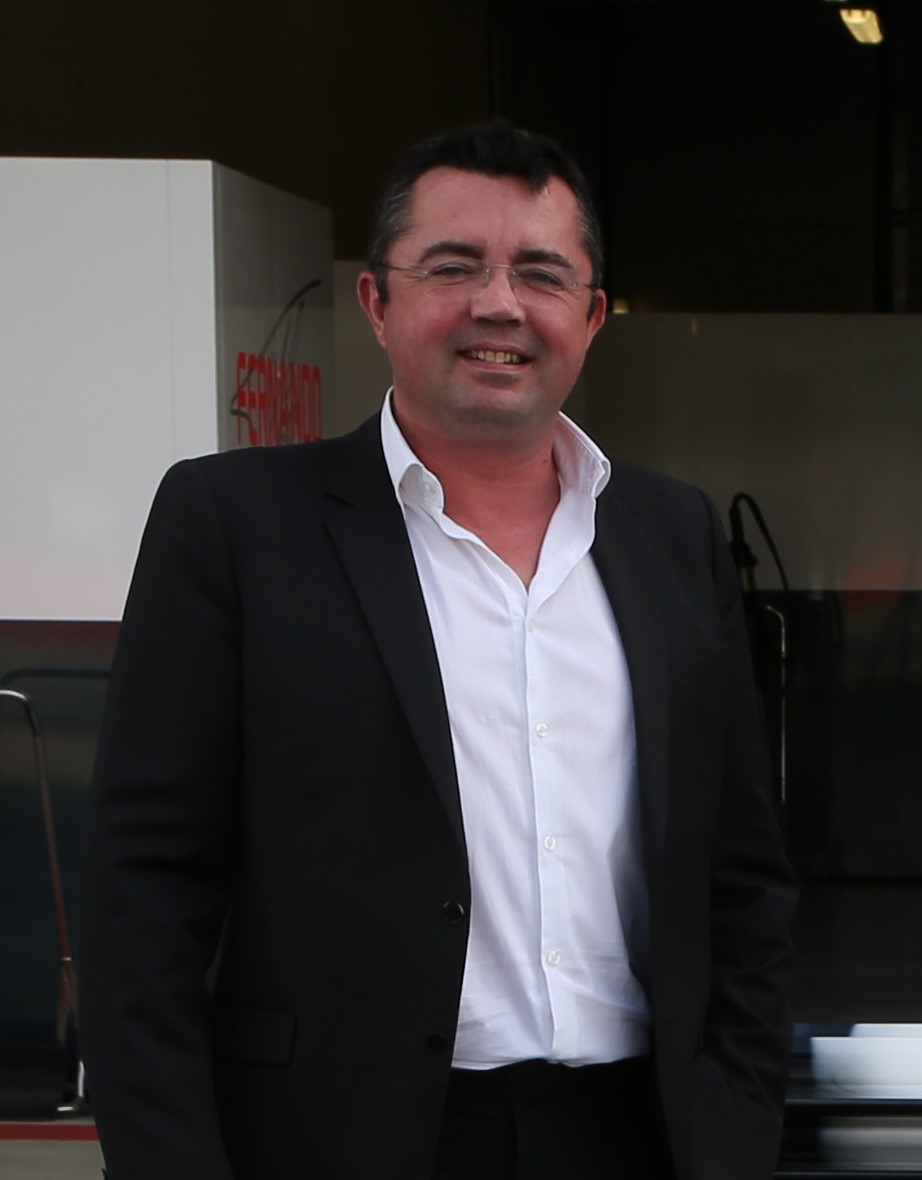
Éric Boullier in 2015

Éric Boullier (Laval, 9 november 1973) was een Franse teamchef van de Formule 1-renstal McLaren vanaf 2014 tot 4 juli 2018. Daarvoor was hij teamchef van Lotus F1 Team en vicepresident van de Formula One Teams Association.
Van 2009 tot 2011 was hij directeur van Renault F1 Team. Hij maakte op 4 juli 2018 bekend om op te stappen bij deze McLaren..

Éric Boullier is afgestudeerd aan het Institut polytechnique des sciences avancées.
Hij is tevens de manager van de Belgische F1 piloot Jérôme d'Ambriosio via de Luxemburgse managementvennootschap Gravity.